# Thomas Stamm-Kuhlmann
Thomas Stamm-Kuhlmann (* 31. Mai 1953 in Solingen) ist ein deutscher Historiker, pensionierter Hochschullehrer und Kommunalpolitiker (SPD).

## Leben
Stamm-Kuhlmann legte sein Abitur im Jahr 1971 am altsprachlichen Görres-Gymnasium in Düsseldorf ab. Danach studierte er – nach einem Semester Biologie an der Universität Düsseldorf – Philosophie, Geschichte, Germanistik und Alte Geschichte an der Universität Bonn sowie am Kalamazoo College in Kalamazoo/Michigan. Nach seinem Staatsexamen wurde er im Jahr 1980 in Bonn promoviert. Seine von der Friedrich-Ebert-Stiftung geförderte Dissertation hatte das Thema Zwischen Staat und Selbstverwaltung. Die deutsche Forschung im Wiederaufbau. 1945–1965.
In den Jahren 1980 bis 1992 war er als Hochschul- und Oberassistent am Historischen Seminar der Universität Kiel bei Michael Salewski tätig. Hier erfolgte 1987 seine Habilitation, die unter dem Titel König in Preußens großer Zeit. Friedrich Wilhelm III., der Melancholiker auf dem Thronim Jahr 1992 veröffentlicht wurde. In dieser von der Deutschen Forschungsgemeinschaft geförderten Arbeit untersuchte Stamm-Kuhlmann die Wechselwirkung zwischen Charakter und Gesellschaft in einer Zeit der Gefährdung für die Monarchie.
Im Jahr 1990 übernahm Stamm-Kuhlmann eine Lehrstuhlvertretung am (heutigen) Institut für Wissenschaftsforschung in Bielefeld, 1992 bis 1995 war er Lehrstuhlvertreter am Institut für Neuere Geschichte der Universität München. Im Jahr 1996 vertrat er den Lehrstuhl für Allgemeine Geschichte der Neuesten Zeit am Historischen Institut der Universität Greifswald. Von 1997 bis zu seiner Pensionierung zum 31. März 2019 hatte er diesen Lehrstuhl als ordentlicher Professor inne. Von 2014 bis 2018 amtierte Thomas Stamm-Kuhlmann als Dekan der Philosophischen Fakultät der Universität Greifswald.
In den Jahren 2002 bis 2022 war er Mitglied der Historischen Kommission für Pommern und 2006 bis 2021 Vorstandsmitglied der Ranke-Gesellschaft (seit 2009 wirkt Stamm-Kuhlmann hier als Mitherausgeber der einmal jährlich im Stuttgarter Franz-Steiner-Verlag erscheinenden Historischen Mitteilungen der Ranke-Gesellschaft). Im Jahr 2008 war Stamm-Kuhlmann eines der Gründungsmitglieder des Departments für Ethik, Theorie und Geschichte der Lebenswissenschaften an der Medizinischen Fakultät der Universität Greifswald. Seit 2009 ist er Vorsitzender der Arbeitsgemeinschaft zur Geschichte Preußens e. V.
Von 1985 bis 2010 war Stamm-Kuhlmann Vertrauensdozent und Mitglied im Auswahlausschuss für die Studienförderung der Friedrich-Ebert-Stiftung. Von 1993 bis 1995 gehörte er dem Beirat für den Aufbau des Deutschen Museums Bonn an. Für die Zeiträume 2003–2006 und ab 2015 wurde er in den wissenschaftlichen Beirat des Historisch-Technischen Museums Peenemünde berufen, seit 2011 ist er Mitglied im Beirat des Pommerschen Landesmuseums Greifswald. In den Jahren 2006 bis 2016 war Stamm-Kuhlmann Mitglied in der Jury des Kurt von Fritz-Preises für Nachwuchswissenschaftler, den die Friedrich-Ebert-Stiftung verliehen hat. 2021 wirkte er als Vorsitzender der Sibylla-Schwarz Gesellschaft an den Veranstaltungen zum 400. Geburtstag der Dichterin mit.
Zu seinen Forschungsschwerpunkten gehören vor allem die Geschichte Preußens und die Wissenschaftsgeschichte. U.a. hat Stamm-Kuhlmann mehrfach zu Friedrich Wilhelm III. und dem preußischen Staatskanzler Karl August von Hardenberg geforscht und veröffentlicht, dabei wurde er u. a. durch ein Stipendium der Volkswagenstiftung gefördert.
In einem Interview mit dem Fernsehsender 3sat verglich Stamm-Kuhlmann im November 2013 die Überwachungstätigkeit der amerikanischen NSA mit den Geheimpolizeien des 19. Jahrhunderts und wies darauf hin, dass man sich damals der Überwachung durch Emigration entziehen konnte, während die globale Reichweite der NSA heute den Weltstaat vorwegnehme.
Stamm-Kuhlmann ist Mitglied der SPD. Bei den Kommunalwahlen in Mecklenburg-Vorpommern 2019 wurde für die SPD in die Bürgerschaft Greifswald gewählt, der er bis zum Ende der Wahlperiode 2024 angehörte. In der Bürgerschaft gehörte er von 2019 bis 2021 dem Ausschuss für Wirtschaft, Tourismus und Digitalisierung an, von 2021 bis 2024 war er Vorsitzender des Ausschusses für Bildung, Kultur, Universität, internationale Beziehungen und Wissenschaft. Bei den Kommunalwahlen in Mecklenburg-Vorpommern 2024 kandidierte er erfolglos. Seit 2019 ist er Mitglied im Vorstand der SPD Greifswald. Seit 2024 gehört er dem Landesvorstand der Arbeitsgemeinschaft 60 plus in der SPD Mecklenburg-Vorpommern an.

## Schriften (Auswahl)
Monografien
- Die Hohenzollern. Siedler, Berlin 1995, ISBN 3-88680-485-2.
- König in Preußens großer Zeit. Friedrich Wilhelm III., der Melancholiker auf dem Thron. Siedler, Berlin 1992, ISBN 3-88680-327-9.
- Zwischen Staat und Selbstverwaltung. Die deutsche Forschung im Wiederaufbau. 1945–1965. Verlag Wissenschaft u. Politik, Köln 1981, ISBN 3-8046-8597-8 (Zugleich: Bonn, Univ., Diss., 1980).

Editionen
- Karl August von Hardenberg. 1750–1822. Tagebücher und autobiographische Aufzeichnungen (= Deutsche Geschichtsquellen des 19. und 20. Jahrhunderts. Bd. 59). Boldt im Oldenbourg-Verlag, München 1999, ISBN 3-486-56277-0.

Herausgeberschaften
- mit Monika Schneikart und Monika Unzeitig: Ein Jrdisch Paradeiß (sic). Die Dichterin Sibylla Schwarz und ihre Zeit  (= The Early Modern World Bd. 8)  V&R unipress, Göttingen 2024, ISBN 978-3-8471-1691-2.
- November 1918. Revolution an der Ostsee und im Reich (= Veröffentlichungen der Historischen Kommission für Pommern, V/53), Böhlau, Köln u. a. 2020, ISBN 978-3-412-51603-1.
- Auf dem Weg in den Verfassungsstaat. Preußen und Österreich im Vergleich, 1740–1947 (= Quellen und Forschungen zur Brandenburgischen und Preußischen Geschichte. Bd. 48). Duncker & Humblot, Berlin 2018, ISBN 978-3-428-15346-6.
- mit Birgit Aschmann: 1813 im europäischen Kontext (= Historische Mitteilungen der Ranke-Gesellschaft. Beiheft 89). Steiner, Stuttgart 2015, ISBN 978-3-515-11042-6.
- mit Niels Hegewisch und Karl-Heinz Spieß: Geschichtswissenschaft in Greifswald. Festschrift zum 150jährigen Bestehen des Historischen Instituts der Universität Greifswald (= Beiträge zur Geschichte der Universität Greifswald. Bd. 11). Steiner, Stuttgart 2015, ISBN 978-3-515-10946-8.
- mit Mariacarla Gadebusch Bondio: Wissen und Gewissen. Historische Untersuchungen zu den Zielen von Wissenschaft und Technik (= Geschichte, Forschung und Wissenschaft. Bd. 30). Lit, Berlin u. a. 2009, ISBN 978-3-8258-1649-0.
- Pommern im 19. Jahrhundert. Staatliche und gesellschaftliche Entwicklung in vergleichender Perspektive (= Veröffentlichungen der Historischen Kommission für Pommern. Bd. 5 = Forschungen zur Pommerschen Geschichte. Bd. 43). Böhlau, Köln u. a. 2007, ISBN 978-3-412-22806-4.
- mit Reinhard Wolf: Raketenrüstung und internationale Sicherheit von 1942 bis heute (= Historische Mitteilungen der Ranke-Gesellschaft. Beiheft 56). Beiträge des Kolloquiums in Greifswald und Peenemünde am 2.–4. Oktober 2002. Steiner, Stuttgart 2004, ISBN 3-515-08282-4.
- mit Jürgen Elvert, Birgit Aschmann, Jens Hohensee: Geschichtsbilder (= Historische Mitteilungen der Ranke-Gesellschaft. Beiheft 47). Festschrift für Michael Salewski zum 65. Geburtstag. Steiner, Stuttgart 2003, ISBN 3-515-08252-2.
- „Freier Gebrauch der Kräfte“. Eine Bestandsaufnahme der Hardenbergforschung. Oldenbourg, München 2001, ISBN 3-486-56631-8.